# Ciento doce
El ciento doce (112) es el número natural que sigue al 111 y precede al 113.

## En matemáticas
- El 112 es un número compuesto, que tiene los siguientes factores propios: 1, 2, 4, 7, 8, 14, 16, 28 y 56. Como la suma de sus factores es 136 > 112, se trata de un número abundante.
- Es un número heptagonal.[1]
- Es un número de Harshad.[2]
- También es la suma de seis números primos consecutivos (11 + 13 + 17 + 19 + 23 + 29).

## En ciencia
- El 112 es el número atómico del copernicio.

## En otros campos
- Es el número telefónico de emergencia en la mayor parte de la UE. Sin embargo, es preferible denominar a este número de emergencias europeo como 1-1-2 (“uno-uno-Dos”) para facilitar su retención mnemotécnica, especialmente en niños pequeños que no dominan las centenas.
- 112 es el número de libras en un centena larga británica.[3]